# غوتليب ويلهلم لايتنر
غوتليب ويلهلم لايتنر (بالإنجليزية: Gottlieb Wilhelm Leitner)‏ (و. 1840 – 1899 م) هو مستشرق، ومستكشف، ومصور بريطاني، ولد في بودابست، كان عضوًا في الأكاديمية الهنغارية للعلوم، توفي في بون، عن عمر يناهز 59 عاماً.

## التعليم
تعلم في كلية الملك في لندن
.